# Сражение при Сливно
Сражение при Сливно — заключительное крупное сражение русско-турецкой войны 1828—1829 годов, в ходе которого русская армия отбила последние попытки турок остановить наступление русских войск на Константинополь.

## Предыстория
После разгрома турецкой армии в Кулевчинском сражении, русские войска перешли Балканских хребет. При поддержке Черноморского флота русские заняли ключевые пункты на побережье: Бургас, Месемврию и другие. Турецкий визирь оставался блокированным русскими корпусом в Шумле. Русские продвигались к Адрианополю, однако на правом фланге главной русской армии у города Сливно (ныне Сливен) сосредотачивался турецкий корпус численностью 20 000 человек, к тому же ожидавший подкреплений от визиря из Шумлы. 23 июля корпус генерала С. В. Шереметева взял Ямболь, откуда турки отступили к Сливно. Для того, чтобы не допустить удара во фланг наступающей армии Дибич повернул к Сливне для удара по корпусу Галиль-паши.

## Сражение
К вечеру 30 июля русские войска стояли в 12 верстах от Сливно. Первым в направлении Сливно вечером 30 июля выдвинулся 7-й корпус генерала Ф. В. Ридигера, занявший позиции в 8-ми верстах от города. Утром 31-июля к Сливно подошёл корпус Шереметева. Главный удар планировалось нанести по левому флангу турок. Для предотвращения отступления турок к Ямболю и Ени-Загре на правый фланг турецкой позиции была выдвинута колонна Шереметева подкреплённая кавалерией. 2-й пехотный корпус находился в резерве русской армии. Учитывая возможность отступления турок, Дибич приказал Ридигеру перенести главную атаку левее, в то время как удар по турецким войскам у рощи должна была нанести 18-я дивизия князя П. Д. Горчакова.
После первой атаки Ридигера турки начали отступление. Дивизия Горчакова ударив по турецким войскам заняла ключевую высоту, откуда открывался вид на город, турки отступили и здесь, однако достигнув городских стен остановились и открыли артиллерийский огонь. После артиллерийской перестрелки русская армия перешла в генеральное наступление, в скором времени русские заняли город, откуда турки поспешно бежали. Однако на южном направлении Курляндский уланский полк столкнулся с превосходившим его отрядом турецкой кавалерии, однако смог рассеять его. Основная масса турок отступала по дороге на Казанлык, куда для преследования выдвинулся отряд генерала Рота, продолжавший преследование до 6-и часов вечера. Вступившие в город русские части были восторженно встречены христианскими жителями, турецкое население города бежало, однако вскоре вернулось с белым флагом.
Сражение было скоротечным, действовала только кавалерия и артиллерия, пехота не сделал ни одного выстрела. Потери сторон были невелики, русские потеряли 2-х офицеров и 60 нижних чинов убитыми и ранеными. Турки во время преследования потеряли 200 человек, ещё 500 было взято в плен, потери в сражении неизвестны. После поражения под Сливно туркам было больше нечем остановить русские войска, все турецкие отряды были разбиты по частям в сражении при Айтосе, Ямболе и наконец при Сливно. Турецкой армии фактически не существовало, путь на столицу был открыт. 8 августа русские войска без боя вступили в Адрианополь.